# Kymlinge (Stockholms tunnelbana)
Kymlinge ist eine nicht fertiggestellte Station der Stockholmer U-Bahn, die halb im Tunnel und halb offen erbaut wurde. Sie befindet sich südlich des Stockholmer Stadtteils Kista inmitten eines großen Waldgebiets zwischen den Stationen Hallonbergen und Kista der blauen Linie 11. In den 1970er-Jahren sollte so der geplante neue Stadtteil Kymlinge erschlossen werden. Sie wird oft als „Spökstation“ (Geisterbahnhof) oder „verlassene Station“ bezeichnet.
Die Planung sah ursprünglich vor, in Kymlinge Behörden- und Regierungsgebäude zu bündeln. Kurz nach Baubeginn wurde allerdings entschieden, die Regierungsgebäude stattdessen über das ganze Land zu verteilen, wodurch die gesamte Stadtteilplanung auf Eis gelegt wurde.
Um die Jahrtausendwende wurden die Pläne zur Fertigstellung wieder aufgegriffen, jedoch fanden sie schnell wieder ein Ende, da auf dem Gebiet das Naturschutzgebiet Igelbäcken entstanden war und der gleichnamige Bach zudem Lebensraum für die seltenen Bachschmerlen (auch „Grünlinge“ genannt) ist. Neuen Aufwind bekamen die Planungen ab 2015 mit der Veröffentlichung des Projektes einer Siedlung mit bis zu 7.000 Wohnungen nördlich der Station durch den Grundstückseigentümer Vasakronan und den damit verbundenen Überlegungen zu einer möglichen Übertragung des Gebietes von Sundbyberg an die Gemeinde Stockholm.